# 田代沙織
田代 沙織（たしろ さおり、1984年7月8日 - ）は、日本のタレント、アマチュア落語家、ファイナンシャル・プランナー。FIRST AGENT所属。結婚後の本名は柳谷 沙織。

## 経歴
東京都板橋区高島平に落語家で一般社団法人落語芸術協会理事の桂歌春の娘として生まれる。
板橋区立高島第三中学校、東京都立小石川高等学校を経て、2006年3月に共立女子短期大学文科第一部を卒業。以後は、「なぞかけクイーン」「世界初の落語ができるアイドル『落ドル（ラクドル）』」をキャッチコピーに、タレント活動の傍ら、父親を師匠として落語家としての活動も行い、プロ落語家が出演する複数の落語会に登場している（桂歌春の独演会などでは度々落語を披露する）。ただし、沙織自身は落語芸術協会には属していない（落語芸術協会主催の「芸協らくごまつり」ではイベントの司会などを担当することもある）。高座では正調・江戸前の古典落語を聴かせ、2008年3月19日には国立演芸場に出演した。
2015年10月28日、中学時代の同級生で不動産会社に勤める男性と、年内に結婚することを発表し、11月25日に婚姻届を提出。
2019年8月20日に放送されたTBSラジオ『生島ヒロシのおはよう定食＆一直線』にて、第一子妊娠を発表した。
2020年1月17日、長女を出産。

## 人物
- ファイナンシャル・プランナー2級FP技能士、漢検準1級、着付教授免許状、ニュース時事能力検定2級、江戸文化歴史検定3級、書道2段、珠算2級、英検準2級、SDGs検定、アロマテラピー検定1級、エレクトーン7級、乗馬ライセンス5級、eco検定、富士山検定3級、銭湯検定4級の資格を持っている。
- 趣味・特技は落語・なぞかけ以外にも読書（特にミステリー）、ダンス（HIP HOP、ベリーダンス、バレエ、かっぽれ）、映画鑑賞、キックボクシング（自身のイメージDVDでミット打ちやシャドーボクシングを披露している）、サッカー観戦など。特に、リオネル・メッシのファンである。
- 非常に滑舌が良く、ハキハキとした喋り方が特徴。
- 弟は自主映画監督、テレビ番組制作スタッフの田代尚也。

## 出演履歴

### テレビ番組
- 浅草お茶の間寄席（チバテレビ、日曜 18:05〜19:00） - 案内役
- 健康辞典からダス2005（2005年3月、BS朝日）
- 全力坂（2005年4月、テレビ朝日）
- 開運のツキ（2005年4月 - 2007年、フジテレビ） ＜月〜金曜 14:00〜14:05＞
- デジ屋台（2005年12月 - 2006年2月、TBS）
- 絶品!野田印アイドル特急便（2006年3月 - 4月、BSフジ）
- 朝まるJUST（2006年5月 - 12月、チバテレビ）
- ビタミンETV（2007年4月 - 2009年3月、NHK教育） ＜毎週金曜＞ - 主な視聴ターゲット層が年少者であるため、ひらがな表記の「たしろさおり」名義で出演。
- 塾長・生島ヒロシの定年塾（チバテレビ） - アシスタント
- 笑金王（チバテレビ） - アシスタント出演
- モクスペ〜B級犯罪スペシャル（2008年7月24日、日本テレビ） - VTR出演 ＜世界のナベアツと共演＞
- ありえへん∞世界（2008年10月7日、テレビ東京） - ｢ありえへんアイドルランキング｣コーナー VTR出演
- 予言の書コタン（2009年1月4日、テレビ朝日） - ゲスト
- おもいッきりDON!（2010年3月15日、日本テレビ） - 昼得ファイルコーナー「一芸アイドル大集合」優勝
- 不可思議探偵団（2010年7月19日、日本テレビ）
- ロンドンハーツ（2010年9月21日、テレビ朝日） - 写真のみ
- 趣味の園芸（2010年10月 - 2011年3月、NHK教育） - フルールコーナー・ナビゲーター
- 戦国鍋TV 〜なんとなく歴史が学べる映像〜（2010年11月23日、TVK） - 浅井三姉妹・初 役
- パチテレ情報!007（CSパチンコ★パチスロTV、2011年4月 - ?） - 司会
- ぶらかるちゃ（2011年6月 - 7月、J:COM）
- 生島ヒロシのココカラ元気!（2011年10月15日 - 、BSフジ） - リポーター
- なぞかけ探訪　横浜橋通笑店街（2011年12月 - 、J:COM）
- 熱血BO-SO TV（2011年12月3日・2012年5月19日、チバテレビ）
- レディースバトル 〜二階堂が挑戦〜（2012年4月18日・25日、CSパチンコ★パチスロTV）
- 省エネの達人（2012年6月20日 - 8月8日、BSジャパン） - リポーター
- 達人道（2012年8月12日・2012年12月16日ほか、チバテレビ） - リポーター
- 女神ビジュアル（2013年1月9日、NHK BSプレミアム）
- 有吉反省会90分スペシャル（2013年4月6日、日本テレビ） - 写真のみ
- おはよう健康体操（BS-TBS、月〜日曜 5:00〜6:00） - アシスタント
- リベラルタイム（BS11、2015年1月 - ） - 司会
- つながるNews（J:COM、2020年10月19日 - ）
- 家、ついて行ってイイですか? （テレビ東京、2025年1月1日）

### ラジオ番組
- 生島ヒロシのおはよう一直線（TBSラジオ） - 「docomoモーニングコンシェル」＜毎週火曜＞
- 明日へのエール〜ことばにのせて〜→明日へのエール（TBSラジオ） - 「江戸暮らし」コーナーインタビュアー→「あなたの私のSDGs」リポーター

### CM

#### テレビCM
- 東京電力 TEPCOでんき予報（2008年7月 - 9月）

#### ラジオCM
- ハートフォード生命保険（2007年10月 - 2008年3月、TBSラジオ「おはようございます 落合恵子です」放送内）
- 全日本トラック協会「トラックの日」（2005年10月、TBSラジオ）
  - ドクターシーラボ、森永製菓、日本薬師堂、日本サプリメントほか商品PR（2012年4月 - 、TBSラジオ）

### インフォマーシャル
- レオパレス21（2005年2月 - 3月）
- shibaura Island（2005年7月）
- 手帳の高橋（TBS）（2005年12月）
- ユニチャーム（TBS）（2005年5月）

### VP
- イーバンク銀行（2005年11月 - ） - 投資信託説明（WEB）
- ワンセグ放送テスト番組「三分亭落語指南」（2005年11月 - 2006年3月）
- クインタイルズ・トランスナショナル・ジャパン（2006年4月 - ） - リポーター（WEB）

## 雑誌
- 「ベストカー」表紙 2006.3.26
- 「SEXY DVD DELUXE」 2006.5.26
- 「週刊現代」 2009.8号
- 「月刊BOMB」2008.4月号
- 「週刊アスキー」「パソコンが好きだ!!」 2008.6.10号より連載中
- 「週刊プレイボーイR」 2008.9.10号
- 「週刊FLASH」 2008.12.2号
- 「月刊ゴルフレッスンコミック」「とくする体 楽ラクラウンド」キャラクター出演 2009.2月号〜連載中
- 「週刊FRIDAY Dynamite」 2010.1.5増刊号
- 「パチンコウォーカー 2011年2月号」 2010.12.27発売
- 「漢字党」VOL4　2013年5月号(マガジン・マガジン) 2013.3.21発売
- リベラルタイム誌 - 「田代沙織のここが聞きたい！」（連載）

## イメージガール
- 第4回デックス東京　ベイスタジオイメージガールズ
- ナショナルプレミアムメンバー（きれいなお姉さん） - 店頭ポスター・パンフレットなど
- アイドル応援番組「アイドル丼」出演（2006年2月 - 3月）
- 携帯サイト待受け画面「アイドル激☆待コレ」（2006年5月 - ）

## 舞台
- 新春戦国鍋祭 - 浅井三姉妹 茶々・初 役

## リリース作品

### CD
- 「戦国鍋TVミュージック・トゥナイト～なんとなく歴史が学べるCD～」（キングレコード、2011年3月23日） - 浅井三姉妹チームZ・初 役

### DVD
- 「落ドル」（イーネット・フロンティア、2010年4月23日）
- 「戦国鍋TV 〜なんとなく歴史が学べる映像〜 七」（スターチャイルド、2011年2月23日） - 浅井三姉妹・浅井初 役
- 「戦国鍋TV 〜なんとなく歴史が学べる映像〜 九」（スターチャイルド、2011年4月27日） - 浅井三姉妹・浅井初 役